# 와여천
와여천(瓦余川)은 부산광역시 기장군 철마면 와여리에서 발원하여 남류하다가 부산광역시 기장군 철마면 장전리에서 수영강의 지류인 철마천으로 흘러드는 강이다.